# JaAZ-210
Der JaAZ-210 (russisch ЯАЗ-210) war ein schwerer dreiachsiger Lastkraftwagen des sowjetischen Herstellers Jaroslawski Awtomobilny Sawod (russisch Ярославский автомобильный завод, kurz JaAZ bzw. ЯАЗ). Er war der erste schwere Dreiachser aus sowjetischer Produktion nach dem Zweiten Weltkrieg und der erste sowjetische Serien-Lkw mit einem Gesamtgewicht jenseits der 15 t. Konstruktiv ähnelt das Fahrzeug dem kleineren, zuvor entwickelten Zweiachser JaAZ-200 stark, mit dem es sich diverse Baugruppen teilt. Von 1951 bis 1958 wurden knapp 11.000 Stück mit verschiedenen Aufbauten hergestellt, von denen heute nur noch ein einziges Exemplar erhalten ist.
Ende der 1950er-Jahre wurde der JaAZ-210 noch in Jaroslawl zum JaAZ-219 weiterentwickelt, bevor die Lkw-Fertigung des Werks zu KrAZ in die Ukrainische SSR verlagert wurde. Dort wurden die Fahrzeuge, mit wenigen technischen und optischen Änderungen und unter anderer Bezeichnung, noch bis Mitte der 1990er-Jahre hunderttausendfach gebaut.

## Fahrzeuggeschichte

### Vorgeschichte
Die Entwicklung des JaAZ-210 wurde von verschiedenen geschichtlichen Umständen und Gegebenheiten beeinflusst, die letztlich dazu führten, dass die Fahrzeuge in dieser Form bei JaAZ in Jaroslawl gefertigt wurden.
Das Jaroslawski Awtomobilny Sawod war noch vor der Oktoberrevolution gegründet worden. Ab den 1920er-Jahren spezialisierte man sich auf die Fertigung schwerer Lastwagen. Anders als die anderen sowjetischen Automobilwerke blieb das Unternehmen jedoch zeitlebens relativ klein und hatte lange eher den Charakter einer Manufaktur. Zu Hochzeiten der Vorkriegs-Lkw-Produktion, Mitte der 1930er-Jahre, fertigte man nicht mehr als zehn oder elf Lkw pro Tag. Die Fließbandfertigung wurde nie eingeführt, auch nach dem Zweiten Weltkrieg nicht. Die Lkw wurden komplett von Hand montiert. Die großen sowjetischen Automobilwerke fertigten indes schon in den frühen 1930er-Jahren am Fließband. In den 35 Jahren, in der in Jaroslawl Lkw gebaut wurden, entstanden wahrscheinlich nicht einmal 40.000 Fahrzeuge. Zum Vergleich: Das Sawod imeni Stalina in Moskau fertigte alleine im Jahr 1938 mehr als 65.000 mittelschwere Lastwagen, also mehrere hundert pro Tag.

Modell eines JaG-10, dem ersten Serien-Dreiachser aus Jaroslawl, der noch bis 1940 gebaut wurde (2017)

Gründe für die geringen Stückzahlen gab es mehrere. Zum einen wurden nicht so viele schwere Lastwagen benötigt. Zum anderen waren Straßen und Brücken für Fahrzeuge mit einem Gesamtgewicht von mehr als sechs oder acht Tonnen häufig überhaupt nicht geeignet. Das Militär, der Hauptabnehmer der Lastwagen, hatte nur wenige so schwere, unteilbare Lasten zu transportieren. Zum Ziehen schwerer Geschütze wurden, auch mit Blick auf die Rasputiza, die russische Schlammsaison, Artilleriezugmaschinen oder Raupenschlepper verwendet. Außerdem gelang es der Sowjetunion vor dem Krieg nicht, eine eigene Dieselmotorenfertigung einzurichten. Der Reihensechszylinder-Benzinmotor des Busses ZIS-16 blieb mit 85 PS (62,5 kW) lange Zeit der stärkste verfügbare sowjetische Fahrzeugmotor. JaAZ war deshalb auf Importmotoren angewiesen, oder die Fahrzeuge blieben untermotorisiert. Dennoch war JaAZ das sowjetische Fahrzeugwerk mit der größten Erfahrung bei der Fertigung schwerer Lastwagen. So hatte man bereits 1932 einen allradgetriebenen Vierachser, den JaG-12, entwickelt und von 1931/32 bis 1940 den schweren Dreiachser JaG-10 in Serie gebaut, wenn auch in geringen Stückzahlen. Außerdem gab es diverse weitere Prototypen dreiachsiger Lkw, teilweise in Zusammenarbeit mit dem Forschungsinstitut NAMI.
Mit Ausbruch des Krieges 1939/40 wurde auch in Jaroslawl die Fertigung von zivilen Lastwagen auf militärische Güter umgestellt. Von 1942 bis 1948 wurden etwa 2500 Exemplare des Artillerieschleppers Ja-12 produziert. In diesem Zusammenhang und mit der Verabschiedung des Leih- und Pachtgesetzes kamen große Mengen US-amerikanischer Technik in die Sowjetunion, darunter auch Zweitakt-Dieselmotoren der Typen 4-71 (Vierzylinder) und 6-71 (Sechszylinder) von Detroit Diesel. Mit bis zu 215 PS (158 kW) waren diese Motoren erheblich leistungsfähiger als alle zuvor verwendeten sowjetischen Lastwagenmotoren. Sie wurden noch im Krieg in die Kettenschlepper aus Jaroslawl eingebaut. Außerdem lieferte die USA große Mengen kompletter Lastwagen. Darunter auch jene Modelle, die später für die sowjetische Entwicklung Pate standen: Panzertransporter mit Ballastpritsche vom Typ Diamond T 980, Allrad-Sattelzugmaschinen des Typs REO 29XS und Kipper von Mack Trucks.

Modell eines JaAZ-200, dem ersten Nachkriegs-Lkw aus Jaroslawl (2018)

Als sich das Ende des Kriegs abzeichnete, begann man in Jaroslawl die ausgesetzten zivilen Lastwagenprojekte wieder aufzunehmen. Die Lkw waren veraltet und häufig noch auf einem technischen Stand der 1920er-Jahre. Basierend auf dem Prototyp JaG-7 und amerikanischer Konstruktionen wurde zunächst der Zweiachser JaAZ-200 zur Serienreife gebracht. Etwa zeitgleich hatte man in Jaroslawl erfolgreich eine Serienfertigung der amerikanischen Zweitakt-Dieselmotoren einrichten können, nachdem man sie für sowjetische Verhältnisse angepasst hatte. Die Vierzylinder des Typs JaAZ-204 und die Sechszylinder des Typs JaAZ-206 wurden noch über Jahrzehnte am Standort produziert und prägten die erste Generation schwerer sowjetischer Lastwagen nach dem Krieg. 1947 begann auch die Serienfertigung des JaAZ-200.
Ausgehend vom JaAZ-200 wurden ab 1948 die ersten Prototypen des JaAZ-210 gefertigt, wobei zwei Versionen mit Pritsche, eine Variante mit Ballastpritsche und eine Version als Sattelzugmaschine noch 1948 fertig gestellt und anschließend erprobt wurden. Da das Werk mit der Serienfertigung des Zweiachser JaAZ-200 ausgelastet war, kam es zunächst nicht zu einer Serienfertigung. Stattdessen liefen die Prototypen im Werksverkehr und wurden für den internen Materialtransport eingesetzt. Um möglichst wenig Teile fertigen zu müssen, wurden die Lastwagen so weit wie möglich mit dem JaAZ-200 unifiziert. Von den 2881 Teilen und Baugruppen des JaAZ-210 stammten 2399 vom Zweiachser, die restlichen 482 mussten neu konstruiert werden. Das entsprach einer Übereinstimmung von 83 %. Die meisten neuen Teile wurden am Motor, am Verteilergetriebe und am Aufbau eingesetzt, während zum Beispiel die Vorderachse komplett unverändert vom JaAZ-200 übernommen wurde. Auch die Fahrerkabinen waren nahezu identisch. Im Sommer 1950 wurde die Modellpalette um einen Muldenkipper ergänzt, von dem Ende 1950 die ersten sechs Exemplare fertig gestellt waren. Die Serienfertigung der restlichen Varianten begann im Laufe des Jahres 1951.

### Serienproduktion

Modell eines serienmäßigen JaAZ-210 mit Pritsche. Gut zu erkennen: Die große Gesamtlänge und der lange Radstand (2020)

Um mit der Serienproduktion der Dreiachser beginnen zu können, mussten im Jaroslawler Werk zunächst Kapazitäten frei werden. Aus diesem Grund wurde auf politischer Ebene entschieden, die Fertigung des Zweiachsers in das relativ neu gegründete Minski Awtomobilny Sawod zu verlagern. Dort wurden die Lkw noch bis in die 1960er-Jahre unter der Bezeichnung MAZ-200 gebaut. Gleichzeitig konnte in Jaroslawl die Produktion der Dreiachser begonnen und die der Zweitakt-Dieselmotoren ausgeweitet werden. Im ersten vollen Produktionsjahr 1951 wurden 346 JaAZ-210 der Versionen JaAZ-210 (mit Holzpritsche), JaAZ-210G (mit Ballastpritsche) und JaAZ-210E (Muldenkipper) gebaut. 1952 wurde die Sattelzugmaschine JaAZ-210D in die Serienfertigung übernommen. Im Anschluss wurde die Produktion kontinuierlich gesteigert und erreichte 1956 mit 2311 Exemplaren ihren Höhepunkt. Die nachfolgende Tabelle zeigt den Ausstoß des Werks nach Modellen und Produktionsjahr:
| Typ                | 1951  | 1952 | 1953 | 1954 | 1955 | 1956 | 1957 | 1958 | Summe nach Modell |
| ------------------ | ----- | ---- | ---- | ---- | ---- | ---- | ---- | ---- | ----------------- |
| JaAZ-210           | 189   | 138  | 250  | 191  | 336* | 247  | 249  | 1    | 1601              |
| JaAZ-210G          | 11    | 81   | 396  | 388  | 552  | 621  | 202  | 51   | 2302              |
| JaAZ-210D          | –     | 50   | 300  | 590  | 440  | 493  | 225  | 3    | 2101              |
| JaAZ-210E          | 146** | 369  | 447  | 600  | 808  | 950  | 1582 | 28   | 4930              |
| Summe nach Baujahr | 346** | 638  | 1393 | 1769 | 2136 | 2311 | 2258 | 83   | gesamt: 10.934    |

* Davon 155 als Fahrgestell ohne Aufbau.

** Darunter 6 mit Baujahr 1950, ausgeliefert 1951.
Ältere Quellen nennen gelegentlich die etwas geringere Zahl von 10.852 Exemplaren, die jedoch als widerlegt angesehen wird. Prototypen sind in der Tabelle nicht enthalten.
Ab 1957 sanken die Produktionszahlen der Lkw, insbesondere die der Varianten JaAZ-210G und JaAZ-210D stark. Dies war durch mehrere Faktoren bedingt. Für den Hauptabnehmer der Zugmaschinen, das Militär, stand ab 1956 der weiterentwickelte JaAZ-214 mit Allradantrieb zur Verfügung. Die zivile Bauindustrie benötigte hauptsächlich Muldenkipper, weshalb deren Fertigung 1957 stark anstieg. Außerdem wurden 1957 die Nachfolger des JaAZ-210 eingeführt. Die Pritschenversion wurde durch den JaAZ-219 ersetzt, die Sattelzugmaschine durch den JaAZ-221 (ab 1959 KrAZ-221) und der Muldenkipper durch den JaAZ-222 (ab 1959 KrAZ-222). Die letzten JaAZ-210 wurden in kleiner Stückzahl 1958 gebaut. Ein Jahr später stellte JaAZ die Lkw-Fertigung im Zuge der zunehmenden Spezialisierung der sowjetischen Automobilindustrie komplett ein. Auf politischer Ebene wurde beschlossen, die Produktion zu KrAZ in die Ukraine zu verlegen. Das Werk in Jaroslawl wurde in Jaroslawski Motorny Sawod umbenannt und fertigt seitdem bis heute Dieselmotoren und Getriebe.

### Nachwirkungen
Obwohl der JaAZ-210 in allen seinen Varianten für sowjetische Verhältnisse relativ selten gebaut wurde, stellte sich die Konstruktion als äußerst erfolgreich und robust heraus. Viele Elemente wurden bei den nachfolgenden Fahrzeuggenerationen unverändert übernommen. Beispielsweise wurde der Aufbau des Antriebsstrangs mit separaten Kardanwellen für die hinteren Achsen ab dem Verteilergetriebe nie geändert. Durch den Antrieb der beiden Hinterachsen, der Geländeuntersetzung und dem sperrbaren Verteilergetriebe (Mitteldifferentialsperre) war die Geländegängigkeit der Lastwagen gut, obwohl weder Allradantrieb noch Differentialsperren an den einzelnen Achsen eingebaut wurden. In der folgenden Generation wurden die Modellbezeichnungen aufgeteilt und jedes Fahrzeug erhielt seine eigene Nummer. Nach der Verlagerung der Fertigung zu KrAZ wurden die Lkw, unter kontinuierlichen kleineren Veränderungen, bis Mitte der 1990er-Jahre in Großserie hunderttausendfach gebaut. Sie waren militärisch und zivil im gesamten ehemaligen Ostblock zu finden und kamen auch in großen Stückzahlen in die DDR. Selbst in aktuellen Lkw des Herstellers wie dem KrAZ-65055 oder dem KrAZ-6322 sind, über 60 Jahre nach dem Ende der Produktion, diverse Teile verbaut, die sich seit dem JaAZ-210 nicht verändert haben und noch immer dieselben Ersatzteilnummern tragen.
Mitte bis Ende der 1970er-Jahre waren die Lastwagen aus Jaroslawl weitgehend aus dem Straßenverkehr und der Erinnerung der sowjetischen Bevölkerung verschwunden. Von den knapp 11.000 gebauten Exemplaren ist heute nur noch ein einziges bekannt. Die Sattelzugmaschine vom Typ JaAZ-210D kann in einem russischen Museum besichtigt werden (siehe unten).

## Modellvarianten

### JaAZ-210

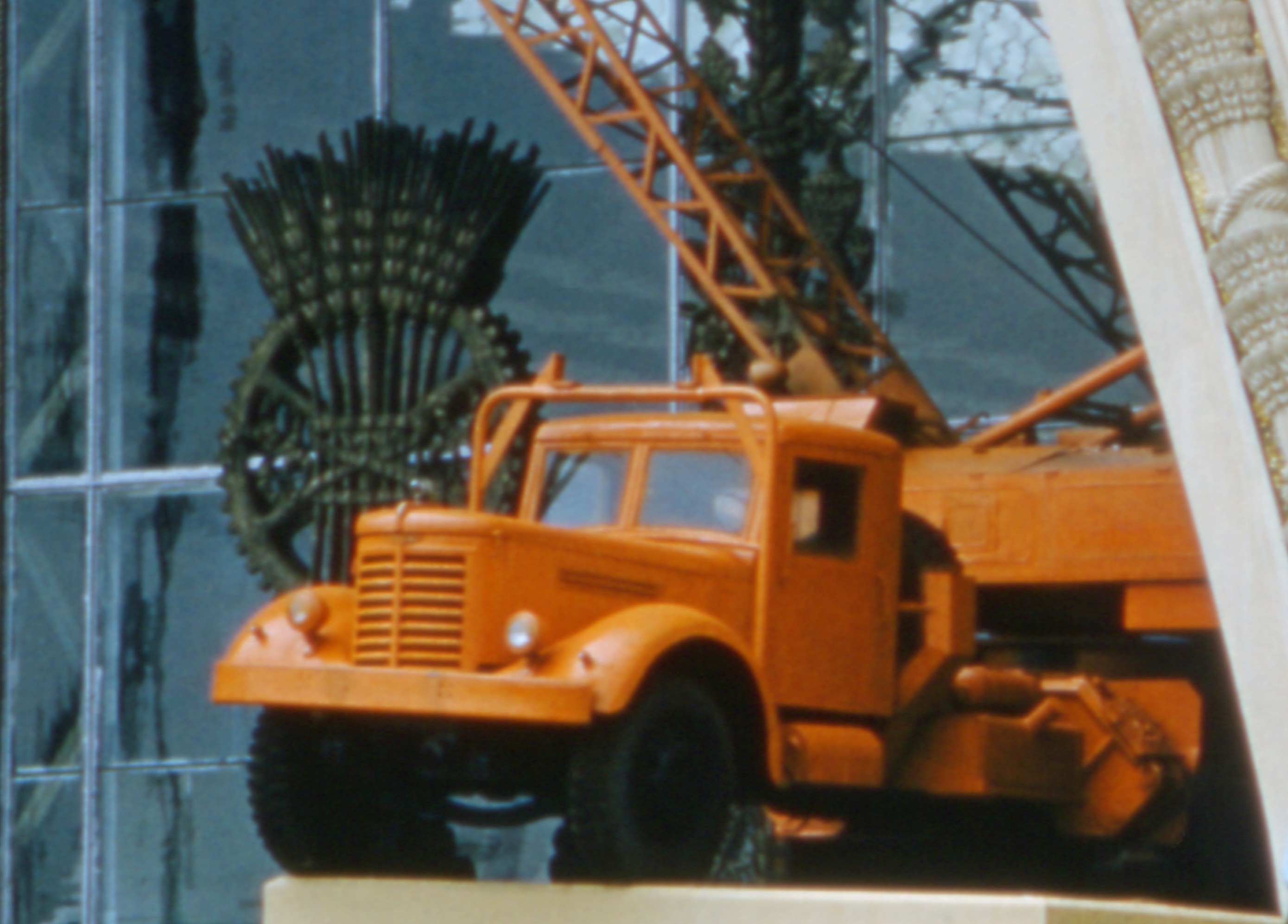
Ein JaAZ-210 als Basis für einen Mobilkran Typ K-104 auf der Ausstellung der Errungenschaften der Volkswirtschaft. Gut zu erkennen: Der lange Radstand des Fahrzeugs (Moskau, um 1957)

Der JaAZ-210 war die Grundversion der Fahrzeugfamilie. Der Lkw wurde mit einer Pritsche für den Gütertransport ausgestattet, deren Rahmen aus Stahl bestand. Die Beplankung erfolgte hingegen mit Holz. Das erste Foto eines kompletten Prototyps ist von Anfang 1948 überliefert. Anschließend wurde der Lastwagen im Werksverkehr in Jaroslawl erprobt und transportierte unter anderem Autoreifen zwischen verschiedenen Herstellerwerken. In den folgenden Jahren wurden verschiedene Prototypen gebaut, die sich in technischen Details unterschieden. Die Serienfertigung begann, nachdem man im Frühjahr 1951 die Fertigung des JaAZ-200 nach Minsk verlagert hatte. Ein genaues Datum ist, anders als bei den meisten sowjetischen Lastwagen, nicht überliefert. Es wurden von dieser Variante auch Fahrgestelle ohne Pritsche gebaut, die in anderen Werken Spezialaufbauten erhielten. Der JaAZ-210 war das einzige Serienmodell mit dem langen Radstand von 5050 + 1400 mm und fast zwei Meter länger als die anderen Lastwagen der Fahrzeugfamilie. 1958 wurde die Produktion nach rund 1600 Exemplaren zu Gunsten des modernisierten JaAZ-219 eingestellt.
Das lange Fahrgestell der Pritschenversion war zudem Grundlage für diverse Spezialaufbauten. Auf Basis des JaAZ-210 wurden mehrere Autokräne (z. B. Typ K-104), Feuerwehrfahrzeuge, ein Lkw mit Kofferaufbau für das Militär, Betonpumpen, Zementmischer, Silofahrzeuge für Zement, Dampferzeuger, Heißluftgebläse (ausrangierte Flugzeugtriebwerke, um zum Beispiel Permafrostboden auftauen zu können), Plattformwagen und Holztransporter mehr oder minder serienmäßig gefertigt. In der Praxis wurden die Fahrzeuge auch als Schwerlastzugmaschinen zweckentfremdet, wenn keine JaAZ-210G oder JaAZ-210D zur Verfügung standen. So existieren Fotografien von Schwertransporten mit Pritschenwagen, die zum Beispiel Schiffe auf Tiefladeranhängern ziehen und als Ballast eine Planierraupe vom Typ Stalinez-100 verwenden.

### JaAZ-210A
Bereits während der Erprobung der ersten Prototypen 1948 wurde der geänderte JaAZ-210A entworfen. Er erhielt eine Pritsche in Ganzstahlbauweise mit niedrigeren Seitenwänden als jene des JaAZ-210. Auf die Ersatzradhalter hinter dem Fahrerhaus wurde verzichtet, stattdessen wurde ein Reserverad liegend unter der Pritsche angebracht. Um dafür Platz zu schaffen, musste einer der Kraftstofftanks entfernt werden. Zwischen Fahrerhaus und Pritsche wurde stattdessen eine Seilwinde montiert. Diese war sowohl zum Bergen festgefahrener Fahrzeuge, als auch zum Beladen der Pritsche mit schweren Gütern konzipiert. Sie hatte eine Zugkraft von knapp 100 kN, das Stahlseil war 100 m lang und 21,5 mm stark. Der Antrieb erfolgte über das Verteilergetriebe. Der Lkw wurde durch diese Änderungen etwa 20 cm kürzer als der JaAZ-210. Auf die Pritsche konnten zusätzliche Aufsatzbretter aus Holz montiert werden, um die Ladekapazität zu erhöhen.
Es wurden mindestens zwei Prototypen gefertigt: Der erste mit dem Kennzeichen 01-74 war spätestens im Sommer 1948 einsatzbereit. Ein weiteres Exemplar mit dem Kennzeichen 04-79 gab es spätestens ab Sommer 1950. Die 1952 gedruckte Gebrauchsanweisung für die Fahrzeuge weist den JaAZ-210A mit aus und nennt detaillierte technische Daten. Tatsächlich wurde der JaAZ-210A jedoch nie in die Serienfertigung übernommen. Was mit den beiden Prototypen geschah, ist nicht bekannt. Als Grund für die Ablehnung der Serienproduktion wird angenommen, dass der Lkw denselben langen Radstand hatte wie der JaAZ-210 und sich deswegen schlecht manövrieren ließ. Auf dieses Argument wird auch zurückgeführt, dass nie Fahrzeuge unter den Bezeichnungen JaAZ-210B und JaAZ-210W gefertigt wurden (die Reihenfolge der Benennung orientiert sich am kyrillischen Alphabet). Sie hätten wahrscheinlich einen noch längeren Radstand haben sollen. Eine ähnliche Stahlpritsche wurde einige Jahre später beim Allradlastwagen JaAZ-214 eingesetzt.
Gelegentlich taucht in älterer Literatur noch die Aussage auf, der JaAZ-210A sei ab Mitte der 1950er-Jahre in Serie gefertigt und von der Sowjetarmee sogar in Dienst gestellt worden. Neuere und umfangreichere Recherchen, unter anderem im Archiv des Herstellers, konnten jedoch kein Exemplar – abgesehen von den Prototypen – bestätigen. Auch existiert kein Bildmaterial von Serienfahrzeugen, anders als bei allen anderen Modellversionen. Das letzte bekannte Schriftstück im Zusammenhang mit dem Fahrzeug datiert auf September 1952, zu diesem Zeitpunkt hatte es noch keine Serienfertigung gegeben. Spätere Ausgaben von Bedienungsanweisungen, Ersatzteilkatalogen und anderen Dokumenten kennen den JaAZ-210A nicht. Stattdessen wurde ab etwa 1956 der JaAZ-214 mit Allradantrieb für die Streitkräfte gebaut und in Dienst gestellt.

### JaAZ-210G

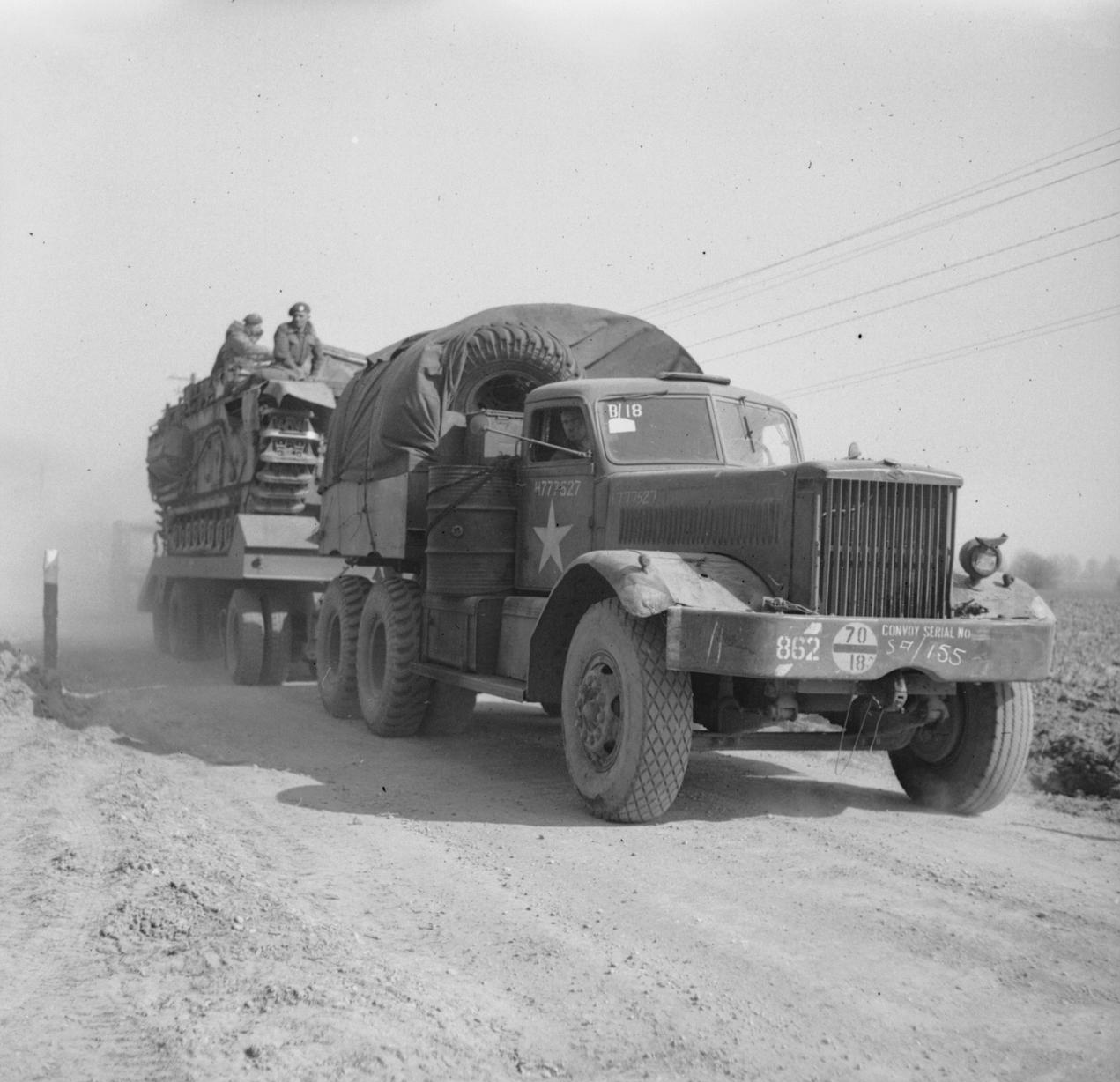
Ein Diamond T 980 als Panzertransporter bei den Vorbereitungen zur Operation Plunder (1945)

Ebenfalls 1948 wurde der erste Prototyp der Schwerlastzugmaschine JaAZ-210G mit Ballastpritsche vorgestellt. Das Grundkonzept des Fahrzeugs entsprach jenen der US-amerikanischen Panzertransporter vom Typ Diamond T 980 und 981, die im Zweiten Weltkrieg im Rahmen des Leih- und Pachtgesetzes an die Sowjetunion geliefert wurden. Die Sowjetunion hatte im Krieg keine eigenen Lkw, die einen mittleren Panzer von der Größe eines T-34 hätten transportieren können.
Am JaAZ-210G wurden gegenüber der Basisversion ähnliche Veränderungen vorgenommen wie an der Sattelzugmaschine JaAZ-210D (siehe unten). Der Rahmen wurde eingekürzt und der Radstand um 970 mm auf 4080 + 1400 mm verringert, um die Manövrierbarkeit zu verbessern. Die Übersetzung des Verteilergetriebes wurde vergrößert, auf diese Weise stieg die Zugkraft gegenüber der Pritschenversion an. Gleichzeitig verringerte sich die Höchstgeschwindigkeit auf 45 km/h. Die mangelnde Zugkraft war bereits während der Erprobung ein Problem. Der JaAZ-206-Reihensechszylinder-Zweitakt-Diesel lieferte zu diesem Zeitpunkt maximal 165 PS (121 kW), was für die geplanten Tieflader mit einem Gesamtgewicht von 55 t nicht ausreichte. Während der Erprobung wurde wahrscheinlich ein Motor aus US-amerikanischer Fertigung vom Typ GMC-6-71 genutzt, der 200 bis 215 PS leistete und Vorbild für den JaAZ-206-Motor war. Die ersten Serienfahrzeuge erhielten mangels Alternativen den heimischen Sechszylinder mit 165 PS, die zulässige Anhängelast wurde begrenzt. Der Treibstoffverbrauch lag bei einem Tempo von 30 km/h bei 90 bis 100 l/100 km, was als angemessen angesehen wurde. Ab 1952 stand derselbe Motor mit 200 PS (147 kW) zur Verfügung. Dies ermöglichte eine Anhängelast von 54 t auf befestigten Straßen und eine Nutzlast des Anhängers von 40 t. Zusammen mit 8 t Ballast ergab sich so ein Zuggesamtgewicht von knapp 75 Tonnen und ein Kraftstoffverbrauch von 140 l/100 km.

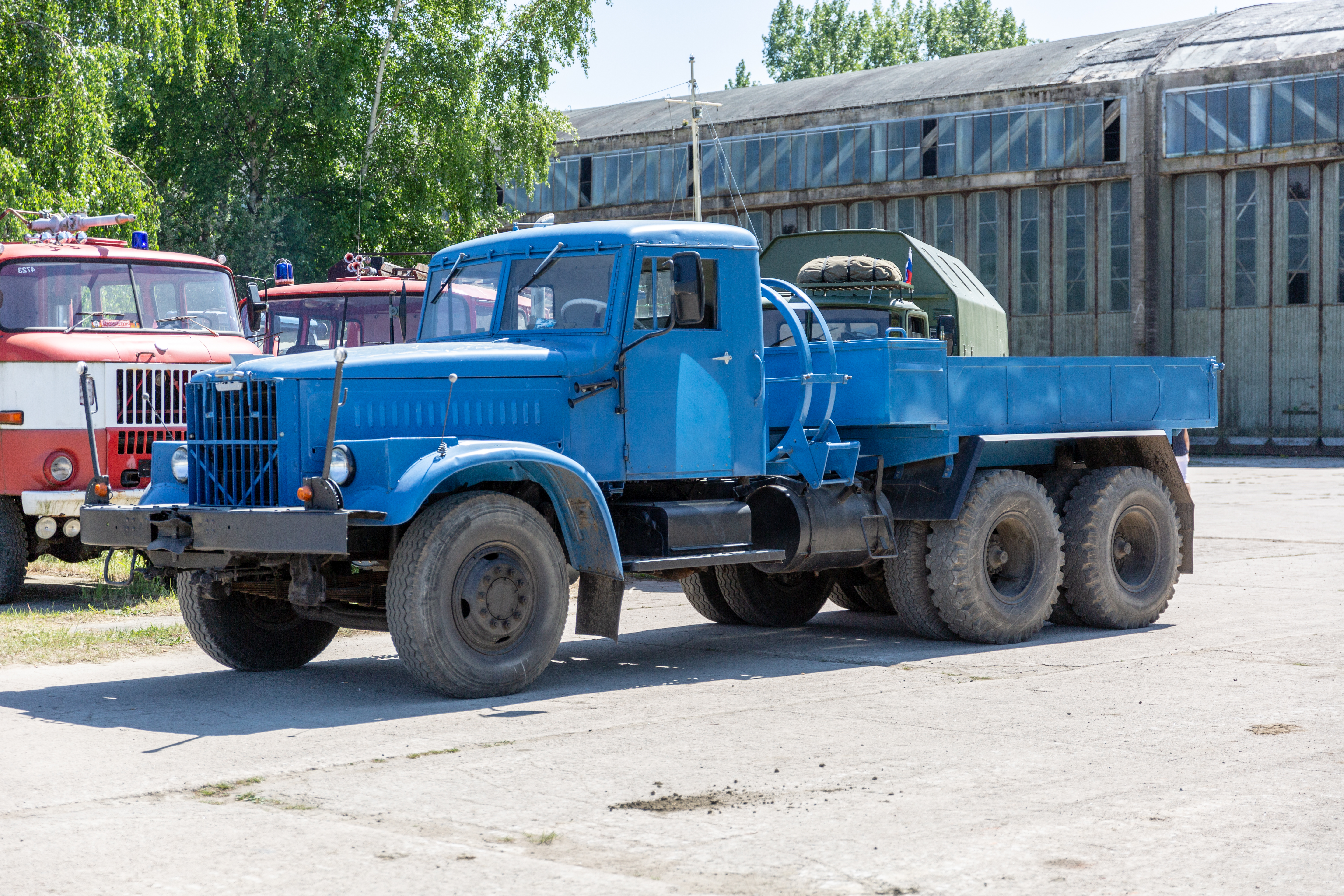
Die in der DDR nachträglich mit Ballastpritschen ausgerüsteten KrAZ-258 ähneln dem JaAZ-210G optisch und technisch noch stark (2018)

Von 1951 bis 1958 fertigte man in Jaroslawl 2302 Maschinen vom Typ JaAZ-210G. Die an den Prototypen noch vorhandene Seilwinde entfiel in der Serienfertigung ersatzlos. Stattdessen wurden hinter dem Fahrerhaus zwei Ersatzräder zusammen mit der entsprechenden Halterung montiert. Die Ballastpritsche, die komplett aus Stahl gefertigt war, erhielt zusätzlich Plane und Spriegel. Ein großer Teil der Lastwagen lief beim Militär und wurde dort als Zugmaschine für schwere Lasten und Geschütze eingesetzt. So wurde unter anderem die Zar-Bombe, die stärkste jemals gezündete Wasserstoffbombe, 1961 auf dem Landweg mit einem JaAZ-210G und einem Tieflader-Anhänger transportiert. Ab 1956 erhielt die Armee jedoch den mit Allradantrieb ausgestatteten JaAZ-214, der ebenfalls eine Anhängelast von 50 t aufwies. So kamen die Lkw insbesondere in den späteren Baujahren vermehrt auch zivil zum Einsatz. Sie dienten als Flugzeugschlepper ebenso wie auf dem Bau, wo die Ballastpritsche teilweise zum Maschinentransport und sogar für den Transport von Sand zweckentfremdet wurde. Auch zivile Schwertransporte aller Art wurden in den 1950er-, 60er- und 70er-Jahren mit JaAZ-210G als Zugmaschinen durchgeführt. Noch aus den 1960er-Jahren existieren Fotografien der Fahrzeuge im Einsatz als Road Train mit bis zu vier schweren Lkw-Anhängern.
Der JaAZ-210G war, abgesehen von einigen militärischen Spezialfahrzeugen wie dem MAZ-537L, die einzige Schwerlastzugmaschine mit Ballastpritsche, die in der Sowjetunion in Serie gefertigt wurde. Schon in der nächsten Lastwagengeneration um den JaAZ-219 gab es keine derartigen Maschinen mehr ab Werk, auch KrAZ baute nach Verlagerung der Lkw-Fertigung aus Jaroslawl keine Fahrzeuge mit Ballastpritsche. Stattdessen wurden Lkw in Eigenregie entsprechend modifiziert, wo schwere Zugmaschinen benötigt wurden. In der DDR geschah dies ab Ende der 1960er-Jahre mit Sattelzugmaschinen des Typs KrAZ-258 sogar serienmäßig. Die Zugmaschinen erhielten dort neben der geänderten Pritsche teilweise auch Doppelkabinen und wurden für Anhängelasten bis 100 t zugelassen.
Kein JaAZ-210G ist bis heute erhalten geblieben. In der Sowjetunion verschwanden die letzten Exemplare in den späten 1970er-Jahren aus dem Straßenverkehr.

### JaAZ-210D

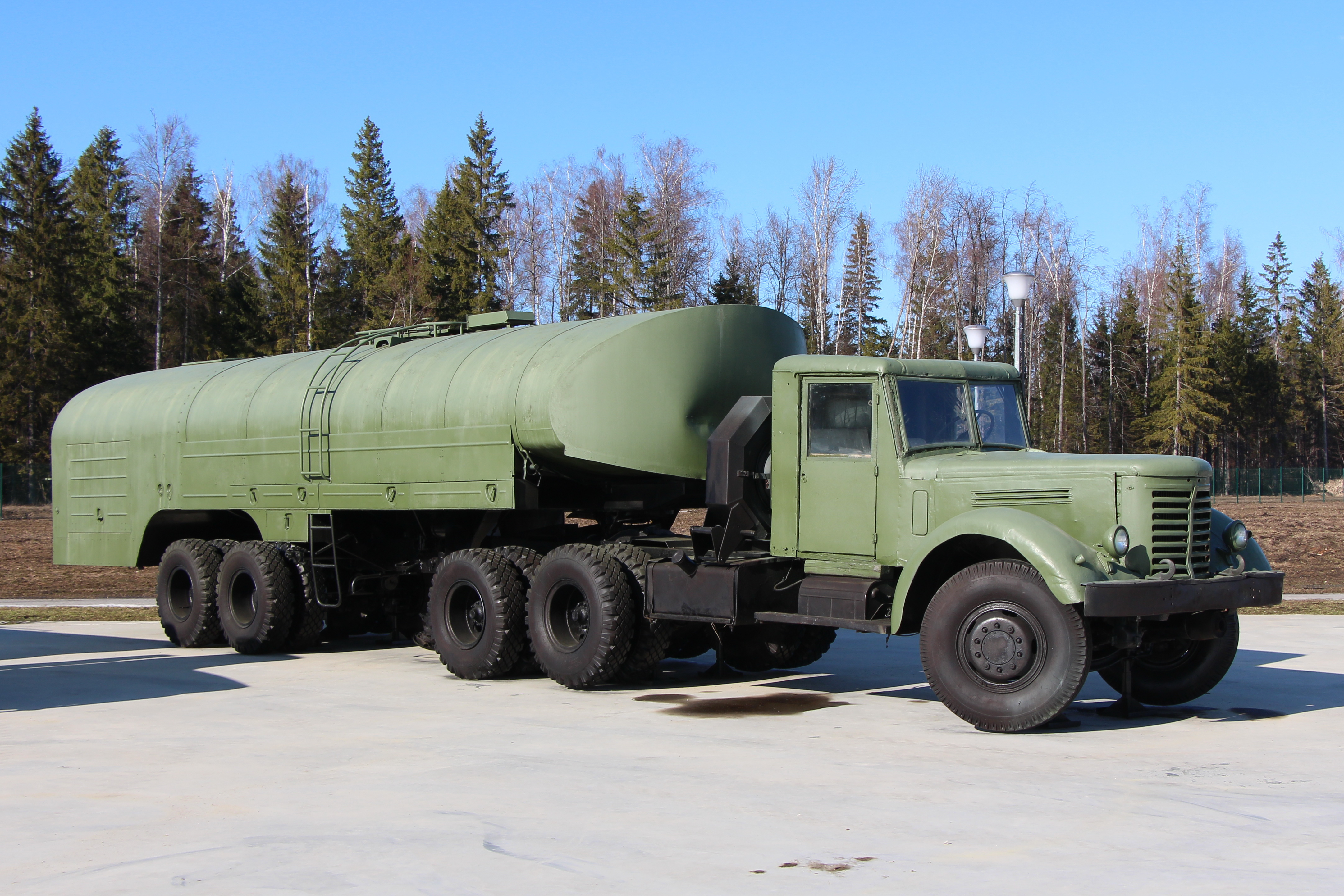
Der einzige erhaltene JaAZ-210D mit Tankauflieger vom Typ TS-22 im russischen Park Patriot (2019)

Bereits mit Beginn der Erprobungen 1948 baute das Werk auch eine Sattelzugmaschine auf Basis des JaAZ-210, die als JaAZ-210D bezeichnet wurde. Es hatte schon vor dem Krieg vereinzelt Sattelzugmaschinen auf Basis des leichteren ZIS-5 und einiger Lkw aus Jaroslawl gegeben, die sich allerdings nicht durchsetzen konnten. Im Rahmen des Leih- und Pachtgesetzes hatte die Sowjetunion im Zweiten Weltkrieg von den USA jedoch Allrad-Sattelzugmaschinen des Typs REO 29XS der Reo Motor Car Company erhalten, die sich besonders zusammen mit Tankaufliegern auf den Flugfeldern sehr gut bewehrten. Sie konnten große Mengen Treibstoff auf einmal befördern und so auch größere Flugzeuge zügig betanken. Entsprechend bestand vom sowjetischen Verteidigungsministerium ein erhebliches Interesse an vergleichbaren Lastwagen.
Um den Lkw an die technischen Erfordernisse einer Sattelzugmaschine anzupassen, wurden einige größere Änderungen vorgenommen. Der Radstand wurde um 970 mm verringert und der Rahmen am hinteren Ende um knapp 1,5 m eingekürzt. Weil die Kraft des Sechszylindermotors mit 165 PS für die bis zu 45 Tonnen schweren Sattelauflieger nicht ausreichte, wurde die Übersetzung des Verteilergetriebes angepasst. Dadurch gewann der Lkw an Zugkraft, büßte aber 10 km/h von seiner Höchstgeschwindigkeit ein, die nun bei 45 km/h lag. Hintergedanke war, auf diese Weise einen Tieflader mit einem etwa 30 t schweren T-34-Panzer ziehen zu können. Die Prototypen erhielten zu diesem Zweck dieselbe Seilwinde wie der JaAZ-210A, mit der ein defektes Fahrzeug leicht hätte verladen werden können.
In der Praxis erwies sich der Motor trotz der vorgenommenen Änderungen als zu schwach. Aus diesem Grund erhielten die Fahrzeuge bereits nach einem Jahr Produktion eine stärkere Version des Zweitakt-Diesels mit 200 PS. Diese Änderung wurde auch für den JaAZ-210G mit Ballastpritsche übernommen, hatte jedoch einen Treibstoffverbrauch von 115 l/100 km zur Folge. Die Seilwinde entfiel mit Beginn der Serienproduktion, stattdessen wurden zwei Reserveräder hinter dem Fahrerhaus montiert. Eingesetzt wurden die Sattelzugmaschinen hauptsächlich für den Treibstofftransport auf Flugfeldern, so wie es in den 1940er-Jahren geplant wurde. In diesem Zusammenhang wurden noch verschiedene andere technische Entwicklungen abgeschlossen. So fertigte man vom leichteren JaAZ-200 ab 1952 ebenfalls Sattelzugmaschinen, die Großserienfertigung dieser Lastwagen begann noch im selben Jahr im Minski Awtomobilny Sawod unter der Bezeichnung MAZ-200W. Außerdem entwickelte man unter der Bezeichnung TS-16 extra einen Tanksattelauflieger für den JaAZ-210D, der in den frühen 1950er-Jahren 384 mal gebaut wurde. Eine solche Kombination ist der einzige bis heute erhaltene JaAZ-210, seit den 2010er-Jahren steht das Fahrzeug im Freigelände des Park Patriot in der russischen Stadt Kubinka. Tanklastzüge dieses Aussehens wurden in Form der Nachfolger JaAZ-221, KrAZ-221 und KrAZ-258 zusammen mit fast identischen Tankaufliegern des Typs TS-22 noch bis über den Zerfall der Sowjetunion hinaus gefertigt und waren an nahezu allen sowjetischen Flughäfen, militärisch und zivil, im Einsatz.
Abgesehen davon wurde der JaAZ-210D häufig bei zivilen Bauprojekten genutzt, um in Verbindung mit verschiedenen Tieflader-Sattelaufliegern schwere Baumaschinen oder große Gebäudeteile zu transportieren. Mitte der 1970er-Jahre verschwanden die häufig stark beanspruchten Lastwagen aus dem Straßenverkehr und wurden durch ihre moderneren Nachfolger ersetzt. Die Armee nutzte die Fahrzeuge außerdem in Kombination mit speziellen Sattelaufliegern für den Transport nuklearer Mittelstreckenraketen des Typs R-5.

### JaAZ-210E

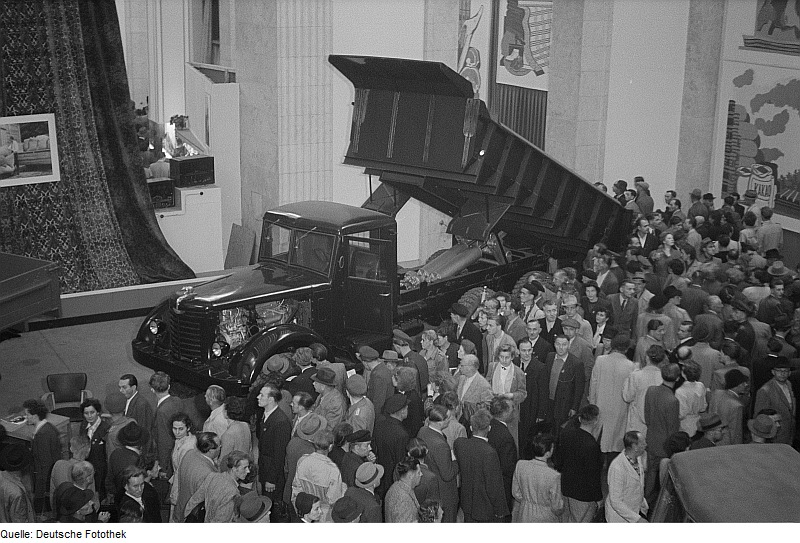
JaAZ-210E-Muldenkipper auf der Leipziger Herbstmesse (1954)

Schwere dreiachsige Muldenkipper mit Gesteinskippmulden und zwei angetriebenen Hinterachsen hatte es in den USA bereits in den 1930er- und 1940er-Jahren gegeben. Beispielsweise fertigte Mack Trucks mit dem LMSW-M ein sehr ähnliches Fahrzeug. Einige Lastwagen dieser Bauart kamen im Zweiten Weltkrieg auch in die Sowjetunion, wo man ihren Nutzen, insbesondere für Großbauprojekte erkannte.
Obwohl es entsprechende, auch sehr konkrete Planungen schon früher gab, wurde der erste Prototyp des JaAZ-210E verhältnismäßig spät Anfang 1950 fertig gestellt. Man nutzte für den Lkw das kürzere Fahrgestell, das auch schon bei den Zugmaschinen zum Einsatz gekommen war. Die geringere Höchstgeschwindigkeit nahm man in Kauf, da sie auf den damaligen Baustellen ohnehin eine untergeordnete Rolle spielte. Den Abzweig des Verteilergetriebes, der ursprünglich für die Seilwinde vorgesehen war, wurde für eine leistungsstarke Hydraulikpumpe genutzt. Um eine volle Mulde zu entleeren, benötigte sie 17,5 s. Es kamen zwei große Arbeitszylinder zum Einsatz, die zusammen mit der Mulde und dem Kippmechanismus auf einen Hilfsrahmen montiert wurden. Durch die Untersetzung hatte das Fahrzeug auch mit 165 PS genügend Leistung, um 10 t Schüttgut unter den schlechten Straßenbedingungen der Baustellen befördern zu können.
Etwa zur selben Zeit, Ende der 1940er- bzw. Anfang der 1950er-Jahre, wurde mit der Produktion der kleineren Baukipper ZIS-MMZ-585 und MAZ-205 begonnen. Im direkten Vergleich war der JaAZ-210E deutlich effizienter, schneller und auch sparsamer, wenn es galt große Mengen Material zu befördern. Die ersten sechs Exemplare verließen Jaroslawl zum Jahreswechsel 1950/51 und waren damit die ersten Serien-Lastwagen aus der JaAZ-210-Familie. Sie wurden anschließend beim Bau des Wolga-Don-Kanals eingesetzt. Bis 1958 wurden fast 5000 Exemplare des Kippers gefertigt, fast so viele wie alle anderen Modelle zusammen. Sie wurden auf allen sowjetischen Großbaustellen der damaligen Zeit eingesetzt, unter anderem auch beim Bau der Staumauer des Bratsker Stausees, des Kuibyschewer Stausees an der Wolga, des Kamastausees und anderen, ähnlichen Projekten. Auch nach Ende der Produktion waren sie noch anzutreffen, beispielsweise beim Bau des Wolgograder Stausees. Die Lkw wurden teilweise exportiert, zum Beispiel in die Demokratische Republik Vietnam, wo sie im Kohlebergbau eingesetzt wurden.
Trotz der harten Einsatzbedingungen liefen die Kipper im Schnitt etwa 90.000 km zwischen zwei Generalreparaturen. In den 1970er-Jahren verschwanden die Fahrzeuge jedoch sehr schnell aus dem Straßenbild und wurden durch modernere Fahrzeuge wie den KrAZ-222 oder den KrAZ-256B ersetzt. Letzterer wurde, optisch und technisch sehr ähnlich, noch bis in die 1990er-Jahre in Großserie gebaut.
Bereits 1952 wurden in einem Werk in Charkow zwei JaAZ-210E versuchsweise zu Oberleitungslastkraftwagen umgerüstet. Sie erhielten eine gekürzte Fahrerkabine eines MTB-82-Trolleybusses und einen Elektromotor vom Typ DK-202B, der 86 kW leistete. Die Fahrzeuge konnten unverändert zehn Tonnen zuladen und wurden auf einer festen Strecke von 2,3 km Länge in einem Steinbruch eingesetzt. Bis 1956 erbrachten die beiden Exemplare insgesamt eine Transportleistung von 350.000 Tonnenkilometern und waren dabei kostengünstiger zu betreiben als die parallel eingesetzte herkömmliche Variante mit Dieselmotor. 1 t Gestein 1 km weit zu befördern kostete mit dem Oberleitungslastkraftwagen 5,4 Kopeken, mit dem JaAZ-210E mit Dieselmotor dagegen 7,7 Kopeken. Zu einer Serienfertigung kam es nicht. Ähnliche Versuche gab es aber auch später noch mit anderen Lastwagen.
Unter der Bezeichnung JaAZ-218 und JaAZ-218A wurden Mitte der 1950er-Jahre noch mindestens drei Prototypen mit geänderter Kippbrücke gefertigt. Bei allen drei Versionen handelte es sich um Zweiseitkipper, die bis etwa 1958 ausführlich erprobt und auf verschiedenen Messen gezeigt wurden. Es wurde sogar Werbematerial für die Fahrzeuge gedruckt, offizielle Nachschlagewerke übernahmen die technischen Daten und sagten einen Beginn der Produktion für 1957 voraus. Nach 1958 verliert sich ihre Spur jedoch. Zur geplanten Serienfertigung kam es nie, wahrscheinlich auch vor dem Hintergrund der Produktionsverlagerung zu KrAZ 1958/59.
Noch 1961, JaAZ baute zu diesem Zeitpunkt schon keine Lastwagen mehr, wurde ein JaAZ-210E versuchsweise für 25 t Zuladung umgerüstet. Dafür wurde die hintere Hälfte eines zweiten Kippers an das Fahrzeug angeschweißt und die Kippmulde auf die doppelte Länge verlängert. Gelegentlich wird das Projekt als JaAZ-210T bezeichnet, es existiert aber kein Beweis, dass diese Bezeichnung tatsächlich offiziell vergeben wurde. Das Fahrzeug existierte wahrscheinlich mindestens bis 1964 und wurde entsprechend genutzt. Eine vergleichende Studie kam zu dem Schluss, dass der Lkw deutlich effizienter war als ein gewöhnlicher JaAZ-210E. Gegen modernere Muldenkipper wie den MAZ-525 oder den BelAZ-540 konnte er sich aber nicht durchsetzen.

## Technische Daten
Sämtliche hier aufgeführten technischen Daten gelten für das zweite Baujahr, 1952.
| Modellvariante                                      | JaAZ-210                                                                                  | JaAZ-210A*                                                                                | JaAZ-210G                                                                                 | JaAZ-210D                                                                                 | JaAZ-210E                                                                                 |
| --------------------------------------------------- | ----------------------------------------------------------------------------------------- | ----------------------------------------------------------------------------------------- | ----------------------------------------------------------------------------------------- | ----------------------------------------------------------------------------------------- | ----------------------------------------------------------------------------------------- |
| russische Bezeichnung                               | ЯАЗ-210                                                                                   | ЯАЗ-210А                                                                                  | ЯАЗ-210Г                                                                                  | ЯАЗ-210Д                                                                                  | ЯАЗ-210Е                                                                                  |
| Aufbauvariante                                      | Holzpritsche                                                                              | Stahlpritsche                                                                             | Ballastpritsche                                                                           | Sattelzugmaschine                                                                         | Kipper                                                                                    |
| Maße und Gewichte                                   |                                                                                           |                                                                                           |                                                                                           |                                                                                           |                                                                                           |
| Zuladung, schlechte Straße                          | 10 t                                                                                      | 10 t                                                                                      | 8 t                                                                                       | -                                                                                         | 10 t                                                                                      |
| Zuladung, befestigte Straße                         | 12 t                                                                                      | 12 t                                                                                      | 8 t                                                                                       | -                                                                                         | 10 t                                                                                      |
| Zuladung Anhänger bzw. Auflieger, schlechte Straße  | -                                                                                         | -                                                                                         | 25 t                                                                                      | 25 t                                                                                      | -                                                                                         |
| Zuladung Anhänger bzw. Auflieger, befestigte Straße | -                                                                                         | -                                                                                         | 40 t                                                                                      | 40 t                                                                                      | -                                                                                         |
| zulässige Anhängelast                               | 15 t                                                                                      | 15 t                                                                                      | 54 t                                                                                      | -                                                                                         | -                                                                                         |
| Länge                                               | 9660 mm                                                                                   | 9490 mm                                                                                   | 7375 mm                                                                                   | 7375 mm                                                                                   | 8190 mm                                                                                   |
| Breite                                              | 2650 mm                                                                                   | 2638 mm                                                                                   | 2650 mm                                                                                   | 2638 mm                                                                                   | 2650 mm                                                                                   |
| Höhe (unbeladen)                                    | 2575 mm                                                                                   | 2570 mm                                                                                   | 2575 mm                                                                                   | 2575 mm                                                                                   | 2735 mm                                                                                   |
| Radstand                                            | 5050 + 1400 mm                                                                            | 5050 + 1400 mm                                                                            | 4080 + 1400 mm                                                                            | 4080 + 1400 mm                                                                            | 4080 + 1400 mm                                                                            |
| Spurweite vorne                                     | 1950 mm                                                                                   | 1950 mm                                                                                   | 1950 mm                                                                                   | 1950 mm                                                                                   | 1950 mm                                                                                   |
| Spurweite hinten (Doppelbereifung)                  | 1920 mm                                                                                   | 1920 mm                                                                                   | 1920 mm                                                                                   | 1920 mm                                                                                   | 1920 mm                                                                                   |
| Bodenfreiheit                                       | 290 mm                                                                                    | 290 mm                                                                                    | 290 mm                                                                                    | 290 mm                                                                                    | 290 mm                                                                                    |
| Wendekreis (Durchmesser)                            | 25 m                                                                                      | 25 m                                                                                      | 21 m                                                                                      | 21 m                                                                                      | 21 m                                                                                      |
| Leergewicht                                         | 11.300 kg                                                                                 | 11.840 kg                                                                                 | 12.360 kg                                                                                 | 10.220 kg                                                                                 | 12.000 kg                                                                                 |
| Achslast vorne (leer)                               | 4215 kg                                                                                   | 4490 kg                                                                                   | 4470 kg                                                                                   | 4220 kg                                                                                   | 3900 kg                                                                                   |
| Achslast hinten (Doppelachse, leer)                 | 7085 kg                                                                                   | 7350 kg                                                                                   | 7890 kg                                                                                   | 6000 kg                                                                                   | 8100 kg                                                                                   |
| zulässiges Gesamtgewicht                            | 23.510 kg                                                                                 | 24.050 kg                                                                                 | 20.570 kg                                                                                 | -                                                                                         | 22.140 kg                                                                                 |
| Achslast vorne (beladen)                            | 4570 kg                                                                                   | 4850 kg                                                                                   | 4320 kg                                                                                   | -                                                                                         | 4150 kg                                                                                   |
| Achslast hinten (Doppelachse, beladen)              | 18.940 kg                                                                                 | 19.200 kg                                                                                 | 16.250 kg                                                                                 | -                                                                                         | 17.990 kg                                                                                 |
| zulässiges Zuggesamtgewicht                         | 38.510 kg                                                                                 | 39.050 kg                                                                                 | 74.570 kg                                                                                 | 64.220 kg                                                                                 | -                                                                                         |
| Antriebsstrang                                      |                                                                                           |                                                                                           |                                                                                           |                                                                                           |                                                                                           |
| Höchstgeschwindigkeit                               | 55 km/h                                                                                   | 55 km/h                                                                                   | 45 km/h                                                                                   | 45 km/h                                                                                   | 45 km/h                                                                                   |
| Treibstoffverbrauch (voll beladen)                  | 60 l/100 km                                                                               | 60 l/100 km                                                                               | 140 l/100 km                                                                              | 115 l/100 km                                                                              | 65 l/100 km                                                                               |
| Tankinhalt                                          | 2 × 225 l                                                                                 | 1 × 225 l                                                                                 | 2 × 225 l                                                                                 | 2 × 225 l                                                                                 | 1 × 225 l                                                                                 |
| Motor                                               | Reihensechszylinder-Zweitakt-Dieselmotor vom Typ JaAZ-206, wassergekühlt                  | Reihensechszylinder-Zweitakt-Dieselmotor vom Typ JaAZ-206, wassergekühlt                  | Reihensechszylinder-Zweitakt-Dieselmotor vom Typ JaAZ-206, wassergekühlt                  | Reihensechszylinder-Zweitakt-Dieselmotor vom Typ JaAZ-206, wassergekühlt                  | Reihensechszylinder-Zweitakt-Dieselmotor vom Typ JaAZ-206, wassergekühlt                  |
| Bohrung                                             | 108 mm                                                                                    | 108 mm                                                                                    | 108 mm                                                                                    | 108 mm                                                                                    | 108 mm                                                                                    |
| Hub                                                 | 127 mm                                                                                    | 127 mm                                                                                    | 127 mm                                                                                    | 127 mm                                                                                    | 127 mm                                                                                    |
| Hubraum                                             | 6927 cm³                                                                                  | 6927 cm³                                                                                  | 6927 cm³                                                                                  | 6927 cm³                                                                                  | 6927 cm³                                                                                  |
| Verdichtung                                         | 16:1                                                                                      | 16:1                                                                                      | 16:1                                                                                      | 16:1                                                                                      | 16:1                                                                                      |
| Zündfolge                                           | 1–5–3–6–2–4                                                                               | 1–5–3–6–2–4                                                                               | 1–5–3–6–2–4                                                                               | 1–5–3–6–2–4                                                                               | 1–5–3–6–2–4                                                                               |
| Leistung bei 2000 min−1                             | 165 PS (121 kW)                                                                           | 165 PS (121 kW)                                                                           | 200 PS (147 kW)                                                                           | 200 PS (147 kW)                                                                           | 165 PS (121 kW)                                                                           |
| maximales Drehmoment                                | 692 Nm                                                                                    | 692 Nm                                                                                    | 765 Nm                                                                                    | 765 Nm                                                                                    | 692 Nm                                                                                    |
| spezifischer Kraftstoffverbrauch                    | 205 g/PSh                                                                                 | 205 g/PSh                                                                                 | 215 g/PSh                                                                                 | 215 g/PSh                                                                                 | 205 g/PSh                                                                                 |
| Trockgewicht des Motors                             | 1060 kg                                                                                   | 1060 kg                                                                                   | 1060 kg                                                                                   | 1060 kg                                                                                   | 1060 kg                                                                                   |
| Anlassverfahren                                     | wahlweise über Elektrostarter oder mittels Druckluftanlasser                              | wahlweise über Elektrostarter oder mittels Druckluftanlasser                              | wahlweise über Elektrostarter oder mittels Druckluftanlasser                              | wahlweise über Elektrostarter oder mittels Druckluftanlasser                              | wahlweise über Elektrostarter oder mittels Druckluftanlasser                              |
| Kupplung                                            | Einscheiben-Trockenkupplung                                                               | Einscheiben-Trockenkupplung                                                               | Einscheiben-Trockenkupplung                                                               | Einscheiben-Trockenkupplung                                                               | Einscheiben-Trockenkupplung                                                               |
| Getriebe                                            | handgeschaltet, 5 Vorwärtsgänge, 1 Rückwärtsgang, teilsynchronisiert                      | handgeschaltet, 5 Vorwärtsgänge, 1 Rückwärtsgang, teilsynchronisiert                      | handgeschaltet, 5 Vorwärtsgänge, 1 Rückwärtsgang, teilsynchronisiert                      | handgeschaltet, 5 Vorwärtsgänge, 1 Rückwärtsgang, teilsynchronisiert                      | handgeschaltet, 5 Vorwärtsgänge, 1 Rückwärtsgang, teilsynchronisiert                      |
| Getriebeübersetzung                                 | 1. Gang: 6,17 2. Gang: 3,40 3. Gang: 1,79 4. Gang: 1,00 5. Gang: 0,78 Rückwärtsgang: 6,69 | 1. Gang: 6,17 2. Gang: 3,40 3. Gang: 1,79 4. Gang: 1,00 5. Gang: 0,78 Rückwärtsgang: 6,69 | 1. Gang: 6,17 2. Gang: 3,40 3. Gang: 1,79 4. Gang: 1,00 5. Gang: 0,78 Rückwärtsgang: 6,69 | 1. Gang: 6,17 2. Gang: 3,40 3. Gang: 1,79 4. Gang: 1,00 5. Gang: 0,78 Rückwärtsgang: 6,69 | 1. Gang: 6,17 2. Gang: 3,40 3. Gang: 1,79 4. Gang: 1,00 5. Gang: 0,78 Rückwärtsgang: 6,69 |
| Verteilergetriebe                                   | mit Geländeuntersetzung, sperrbar                                                         | mit Geländeuntersetzung, sperrbar                                                         | mit Geländeuntersetzung, sperrbar                                                         | mit Geländeuntersetzung, sperrbar                                                         | mit Geländeuntersetzung, sperrbar                                                         |
| Übersetzung Straßengang                             | 1,07                                                                                      | 1,07                                                                                      | 1,41                                                                                      | 1,41                                                                                      | 1,41                                                                                      |
| Übersetzung Geländegang                             | 2,13                                                                                      | 2,13                                                                                      | 2,28                                                                                      | 2,28                                                                                      | 2,28                                                                                      |
| Fahrwerk                                            |                                                                                           |                                                                                           |                                                                                           |                                                                                           |                                                                                           |
| Antriebsformel                                      | 6×4                                                                                       | 6×4                                                                                       | 6×4                                                                                       | 6×4                                                                                       | 6×4                                                                                       |
| Rahmen                                              | Leiterrahmen, Längsträger als offene C-Träger mit den Abmessungen 300 × 85 × 7,5 mm       | Leiterrahmen, Längsträger als offene C-Träger mit den Abmessungen 300 × 85 × 7,5 mm       | Leiterrahmen, Längsträger als offene C-Träger mit den Abmessungen 300 × 85 × 7,5 mm       | Leiterrahmen, Längsträger als offene C-Träger mit den Abmessungen 300 × 85 × 7,5 mm       | Leiterrahmen, Längsträger als offene C-Träger mit den Abmessungen 300 × 85 × 7,5 mm       |
| Federung                                            | Blattfedern an allen Achsen                                                               | Blattfedern an allen Achsen                                                               | Blattfedern an allen Achsen                                                               | Blattfedern an allen Achsen                                                               | Blattfedern an allen Achsen                                                               |
| Bereifung                                           | 12,00–20″-Niederdruckreifen, Hinterachsen doppelt bereift                                 | 12,00–20″-Niederdruckreifen, Hinterachsen doppelt bereift                                 | 12,00–20″-Niederdruckreifen, Hinterachsen doppelt bereift                                 | 12,00–20″-Niederdruckreifen, Hinterachsen doppelt bereift                                 | 12,00–20″-Niederdruckreifen, Hinterachsen doppelt bereift                                 |
| Reifendruck                                         | vorne: 5,0 bar, hinten 5,5 bar                                                            | vorne: 5,0 bar, hinten 5,5 bar                                                            | vorne: 5,0 bar, hinten 5,5 bar                                                            | vorne: 5,0 bar, hinten 5,5 bar                                                            | vorne: 5,0 bar, hinten 5,5 bar                                                            |
| Lenkung                                             | Schneckenlenkung, Lenkübersetzung 21,5:1                                                  | Schneckenlenkung, Lenkübersetzung 21,5:1                                                  | Schneckenlenkung, Lenkübersetzung 21,5:1                                                  | Schneckenlenkung, Lenkübersetzung 21,5:1                                                  | Schneckenlenkung, Lenkübersetzung 21,5:1                                                  |
| Betriebsbremse                                      | pneumatisch betätigte Trommelbremsen an allen Rädern, Trommeldurchmesser 440 mm           | pneumatisch betätigte Trommelbremsen an allen Rädern, Trommeldurchmesser 440 mm           | pneumatisch betätigte Trommelbremsen an allen Rädern, Trommeldurchmesser 440 mm           | pneumatisch betätigte Trommelbremsen an allen Rädern, Trommeldurchmesser 440 mm           | pneumatisch betätigte Trommelbremsen an allen Rädern, Trommeldurchmesser 440 mm           |
| Handbremse                                          | mechanische Trommelbremse auf einer der Kardanwellen am Verteilergetriebeausgang          | mechanische Trommelbremse auf einer der Kardanwellen am Verteilergetriebeausgang          | mechanische Trommelbremse auf einer der Kardanwellen am Verteilergetriebeausgang          | mechanische Trommelbremse auf einer der Kardanwellen am Verteilergetriebeausgang          | mechanische Trommelbremse auf einer der Kardanwellen am Verteilergetriebeausgang          |
| Elektrische Anlage                                  |                                                                                           |                                                                                           |                                                                                           |                                                                                           |                                                                                           |
| Lichtmaschine                                       | Typ GT-500, 500 W, 12 V                                                                   | Typ GT-500, 500 W, 12 V                                                                   | Typ GT-500, 500 W, 12 V                                                                   | Typ GT-500, 500 W, 12 V                                                                   | Typ GT-500, 500 W, 12 V                                                                   |
| Starterbatterien                                    | 4 Stück, je 12 V und 128 Ah                                                               | 4 Stück, je 12 V und 128 Ah                                                               | 4 Stück, je 12 V und 128 Ah                                                               | 4 Stück, je 12 V und 128 Ah                                                               | 4 Stück, je 12 V und 128 Ah                                                               |
| Elektroanlasser                                     | 24 V, 7,5 PS, mit Umschaltung von 12 auf 24 V im Moment des Startens                      | 24 V, 7,5 PS, mit Umschaltung von 12 auf 24 V im Moment des Startens                      | 24 V, 7,5 PS, mit Umschaltung von 12 auf 24 V im Moment des Startens                      | 24 V, 7,5 PS, mit Umschaltung von 12 auf 24 V im Moment des Startens                      | 24 V, 7,5 PS, mit Umschaltung von 12 auf 24 V im Moment des Startens                      |
| Verkabelung                                         | Einleitersystem, minus an Masse                                                           | Einleitersystem, minus an Masse                                                           | Einleitersystem, minus an Masse                                                           | Einleitersystem, minus an Masse                                                           | Einleitersystem, minus an Masse                                                           |
| Fahrerkabine und Ladefläche                         |                                                                                           |                                                                                           |                                                                                           |                                                                                           |                                                                                           |
| Kabine                                              | Gemischtbauweise, Holzgestell mit Blech beplankt, 3 Sitzplätze inkl. Fahrer               | Gemischtbauweise, Holzgestell mit Blech beplankt, 3 Sitzplätze inkl. Fahrer               | Gemischtbauweise, Holzgestell mit Blech beplankt, 3 Sitzplätze inkl. Fahrer               | Gemischtbauweise, Holzgestell mit Blech beplankt, 3 Sitzplätze inkl. Fahrer               | Gemischtbauweise, Holzgestell mit Blech beplankt, 3 Sitzplätze inkl. Fahrer               |
| Aufbau                                              | Pritsche mit Stahlrahmen, Seiten- und Rückwand klappbar, Wände und Bodenbelag aus Holz    | Ganzstahlpritsche, hintere Bordwand klappbar                                              | verkleinerte Ganzstahlpritsche, hintere Bordwand klappbar                                 | Sattelkupplung                                                                            | Kippmulde, Ganzstahlbauweise, Hinterkipper                                                |
| innere Abmessungen der Ladefläche (L × B × H)       | 5770 × 2450 × 825 mm                                                                      | 5340 × 2340 × 500 mm                                                                      | 3076 × 2642 × 600 mm                                                                      | -                                                                                         | 4585 × max. 2430 × 800 mm                                                                 |

* Nicht in Serie gefertigt worden.